# Official U.S. PlayStation Magazine
La Official U.S. PlayStation Magazine (normalmente abreviada como OPM) era una revista mensual de videojuegos, publicada por Ziff Davis Media. Era una publicación hermana de Electronic Gaming Monthly. La revista se centró exclusivamente en el hardware, el software y la cultura de PlayStation, y cubrió las versiones originales de PlayStation, PlayStation 2, PlayStation 3 y PlayStation Portable. Cada edición incluía un disco demo jugable, bajo licencia de Sony Computer Entertainment America La revista se publicó durante casi diez años. El primer número fue lanzado en octubre de 1997, mientras que el último número fue publicado en enero de 2007.
Después de que la publicación de OPM cesara en enero de 2007, la revista independiente de PlayStation PSM se convirtió en PlayStation: The Official Magazine a partir de diciembre de 2007, reemplazando a OPM como la revista oficial centrada en las consolas de juegos de Sony.

## Ediciones Internacionales
Existeron ediciones internacionales similares de la revista en: Suecia, Finlandia, Reino Unido, República de Irlanda, Alemania, Francia, Italia, España, Bélgica, Portugal, Brasil y Australia. La edición belga también se publica en los Países Bajos.
La edición australiana fue publicada originalmente por Next Media cada dos meses, pero finalmente se convirtió en una revista mensual. APC publicó la revista después del número 18. Actualmente es publicada por Derwent Howard y está editada por Narayan Pattison.

## Staff
Personal habitual: 
- Editor-in-chief – Tom Byron
- Managing editor – Dana Jongewaard
- Senior editor – Joe Rybicki
- Previews editor – Thierry "Scooter" Nguyen
- News editor – Giancarlo Varanini
- Art director – Ryan Vulk
- Associate art director – Alejandro Chavetta
- Disc editor – Logan Parr
- Editorial director – John Davison

Colaboradores y ex-componentes: 
- Senior Art Director - Bob Conlon
- Managing editor – Gary Steinman
- Managing editor – Din Perez
- Managing editor – Dan Peluso
- Reviews editor – Chris Baker
- Associate editor – Mark MacDonald
- Editor-in-chief – Wataru Maruyama
- Editor-in-chief – Kraig Kujawa
- Editor-in-chief – John Davison